# Bogusława Olechnowiczová
Bogusława Olechnowicz (svob. Dzierżak), (* 22. listopad 1962 Słupsk, Polsko) je bývalá reprezentantka Polska v judu.

## Sportovní kariéra
S judem začala v 16 letech v rodném městě pod vedením Wiesława Hałaburdy. Do polské reprezentace se dostala v roce 1981 ještě pod dívčím jménem Dzierżak, ale několik měsíců nato se vdala. Trénovala pod vedením Jacka Skubisa, kterému se podařilo vytvořit konkurenceschopný ženský tým s tehdejší evropskou špičkou. V roce 1985 získala jako první žena z východního bloku titul mistryně Evropy.
V roce 1988 se účastnila ukázkové disciplíny ženského juda na olympijských hrách v Soulu a obsadila 3. místo. Od roku 1989 si vzala mateřskou pauzu a vrátila se před olympijskými hrami v Barceloně. V roce 1992 šokovala třetím titulem mistryně Evropy, ale olympijské hry pro ní nedopadly dobře. Turnajový los k ní byl v prvním kole nemilosrdný, v zápase s Britkou Bellovu byla nakonec ta smutnější.
Po skončení sportovní kariéry pracovala řadu let u policie.

## Výsledky
| Turnaj             | 1982             | 1983             | 1984             | 1985             | 1986             | 1987             | 1988             | 1989             | 1990             | 1991             | 1992             |
| Turnaj             | 20               | 21               | 22               | 23               | 24               | 25               | 26               | 27               | 28               | 29               | 30               |
| Turnaj             | polostřední váha | polostřední váha | polostřední váha | polostřední váha | polostřední váha | polostřední váha | polostřední váha | polostřední váha | polostřední váha | polostřední váha | polostřední váha |
| ------------------ | ---------------- | ---------------- | ---------------- | ---------------- | ---------------- | ---------------- | ---------------- | ---------------- | ---------------- | ---------------- | ---------------- |
| Olympijské hry     |                  |                  |                  |                  |                  |                  |                  |                  |                  |                  | úč.              |
| Mistrovství světa  | úč.              |                  | úč.              |                  | 5.               | 3.               |                  | —                |                  | úč.              |                  |
| Mistrovství Evropy | ?                | úč.              | ?                | 1.               | úč.              | 1.               | ?                | —                | —                | úč.              | 1.               |